# Lluís Maria Pastor i Rodríguez
Lluís Maria Pastor i Rodríguez (Barcelona, 26 d'abril de 1804 - Madrid, 29 de setembre de 1872) fou un polític i economista barceloní.

## Biografia
Pertanyia a una família modesta d'origen castellà. Va estudiar Dret i exercí d'advocat a Buitrago, Sòria i Brihuega, d'on era originària la seva família. Després de la mort del seu pare hi va viure uns anys i s'hi va casar. Posteriorment s'establí a Madrid, on va estudiar economia i va ser col·laborador dels periòdics La Voz del Siglo i El Corresponsal, que era dirigit pel seu amic Bonaventura Carles Aribau. El banquer català Gaspar Remisa i Miarons el va introduir en l'alta societat madrilenya i en la direcció del Banc d'Isabel II. Fou també director de la Compañía concesionaria del monopolio de la sal, 1841 a 1846.
Va formar part del Partit Moderat i va ser Director General de Deute Públic entre 1847 i 1856, diputat per la província de Ciudad Real a les eleccions a Corts Espanyoles de 1846 i per la de Guadalajara a les de 1846, 1850, 1851, 1853 i 1857, i Ministre d'Hisenda d'Espanya entre abril i setembre de 1853. En el ministeri va treballar eficaçment per la fixació del deute flotant, va organitzar la Comissió Especial d'Aranzels, va reformar l'impost hipotecari, va reglamentar el Tribunal de Comptes i va fer encunyar les peces de quartillo (25 cèntims). Com a economista, va ser partidari del lliurecanvisme, identificat amb l'escola bancària de Thomas Tooke i divulgador de l'obra de Fréderic Bastiat, de manera que els seus plantejaments van assentar un important precedent per al pensament econòmic liberal a Espanya.
El 1859 va presidir l'Associació per la Reforma d'Aranzels de Duanes. El 1863 fou nomenat senador, conseller reial i membre de la Reial Acadèmia de Ciències Morals i Polítiques. Després de la revolució de 1868 formà part de la junta encarregada de redactar el Codi de Comerç i en les seves darreres obres advocà per la reforma de les presons, alhora que es mostrava contrari als monopolis i als estancs. D'ideologia liberal, fou defensor de l'abolició de l'esclavatge i el 1865 seria vocal de la Junta fundacional de la Sociedad Abolicionista Española.

## Obres principals
- Filosofía del crédito (1850)
- La ciencia de la contribución (1856)
- Historia de la Deuda pública de España y proyecto de su arreglo y unificación (1863)
- Libertad de bancos y cola del de España (1865)
- Estudio sobre las crisis económicas (1866)
- Lecciones de economía política (1868)
- La hacienda en España en 1872 (1872)
- Vindicación del siglo XIX' (1873)